# グレフュール賞
グレフュール賞（Prix Greffulhe）はフランスのサンクルー競馬場で行われるG3の競走。2021年現在は2100メートルで行われ、3歳馬だけが出走できる。フランスダービーの前哨戦の一つである。

## 意義
グレフュール賞は、19世紀に馬種改良奨励協会が設けたフランスダービーのための5つの前哨戦（Poules de Produits）の1つである。この前哨戦（Poules de Produits）は、グレフュール賞、ダリュー賞、リュパン賞、オカール賞、ノアイユ賞（※すべて最近のレース名で表記）から成る。リュパン賞を除いて、これらの競走はフランスの内国産馬以外の出走は制限されている。
フランスの競走馬の資質向上を目的とするため、グレフュール賞に出走できるのは、繁殖能力を有する牡馬か牝馬に限られ、さらにフランスの「母内国産馬」（つまり、母馬がフランスで生産・育成された馬だけである）以外の出走は制限されている。グレフュール賞の賞金は、出走馬が生まれる前の受胎中に登録した登録金で賄われていた。なお、2020年よりせん馬の出走が可能となった。
グレフュール賞の優勝馬がフランスダービーを勝ったのは22回。最初の勝者は1894年のゴスポダール（Gospodar）で、最近では2003年のダラカニ（Dalakhani）がいる。このほか、2着が14回、3着が11回ある（2012年現在）。1965年のシーバードと2011年のプールモワはフランスダービーには出走せずイギリスダービーに勝った。

## 歴史
この競走ははじめ、1882年にロンシャン競馬場の2100メートルの競走「Prix de Greffulhe」として行われた。
グレフュール賞は、1915年から1919年の間、第一次世界大戦の影響で中止された。第二次世界大戦中の1943年から1945年は、ル・トランブレー競馬場（2150メートル）で代替開催された。
第一次世界大戦頃までは、牝馬の出走も一般的で、6頭が優勝している。このうちウニオン（Union、1909年優勝）とフラワーショップ（Flowershop、1920年優勝）は、後に仏オークス（ディアーヌ賞）に優勝した。（フラワーショップはフランス1000ギニーも勝っている。）現在も出走は可能だが、1937年にNicaが3着になったのを最後に、入着馬すら出ていない。

### 2005年のクラシック改編
2005年にフランスの3歳クラシック路線の再編成が行われた。クラシック競走のうち、リュパン賞が廃止、フランスダービーが2400メートルから2100メートルに短縮、パリ大賞典が2000メートルから2400メートルとなった。
これにあわせてグレフュール賞も、右回りのロンシャン競馬場から左回りのサンクルー競馬場に移り、距離も2000メートルに短縮された。
それ以来、グレフュール賞の勝馬からフランスダービーの優勝馬は出ていない。ただし、2011年のプールモワはイギリスダービーを制している。
2018年より距離が2100メートルに戻された。
2020年は新型コロナウイルス感染拡大の影響で6月に順延開催される。
2023年にはG3に格下げされた。

## 名称の由来
グレフュール賞の名前は、馬種改良奨励協会（Société d'Encouragement）に長年貢献したアンリ・グレフュール（Henri Greffulhe、1815-1879）に由来している。グレフュール氏は、パリロンシャン競馬場の創設などに尽力した人物である。

## 記録

### 歴代勝馬
- 勝ち馬のうち太字のものは、本競走後にフランスダービーに優勝したものを示す。
- そのほか、フランスのクラシック競走（リュパン賞、パリ大賞典、ロワイヤルオーク賞）の優勝については備考欄に特記した。
- 表中の「*」は日本輸入馬を示す。（多くは種牡馬だが、アップルツリーの様にジャパンカップ出走のため一時的に輸入されたものも含む。）

#### 1979年以降
| 施行年 | 格 | 優勝馬              | 父馬                   | 開催地     | 距離  | タイム  | 備考 |
| ------ | -- | ------------------- | ---------------------- | ---------- | ----- | ------- | --- |
| 1979年 | G2 | Le Marmot           | Amarko                 | ロンシャン | 2100m | 2:25.20 | |
| 1980年 | G2 | Providential        | Run The Gantlet        | ロンシャン | 2100m | 2:13.10 | |
| 1981年 | G2 | The Wonder          | Wittgenstein           | ロンシャン | 2100m | 2:15.20 | 1997年の安田記念4着になったアマジックマンの父。 1位入線のノーリュートは禁止薬物が検出されたため失格となった。 |
| 1982年 | G2 | *ボアドグラース     | リュティエ             | ロンシャン | 2100m | 2:17.70 | 優勝馬は日本供用種牡馬。                                                                                      |
| 1983年 | G2 | Dom Pasquini        | Rheffic                | ロンシャン | 2100m | 2:32.90 | |
| 1984年 | G2 | ダルシャーン        | シャーリーハイツ       | ロンシャン | 2100m | 2:19.30 | |
| 1985年 | G2 | *ムクター           | Nishapour              | ロンシャン | 2100m | 2:35.60 | |
| 1986年 | G2 | Arokar              | Akarad                 | ロンシャン | 2100m | 2:28.30 | |
| 1987年 | G2 | Persifleur          | *リファーズウィッシュ  | ロンシャン | 2100m | 2:12.80 | |
| 1988年 | G2 | Soft Machine        | フーリッシュプレジャー | ロンシャン | 2100m | 2:13.70 | |
| 1989年 | G2 | *アロングオール     | ミルリーフ             | ロンシャン | 2100m | 2:18.90 | |
| 1990年 | G2 | Epervier Bleu       | Saint Cyrien           | ロンシャン | 2100m | 2:19.80 | 後にリュパン賞優勝。                                                                                          |
| 1991年 | G2 | スワーヴダンサー    | グリーンダンサー       | ロンシャン | 2100m | 2:16.30 | |
| 1992年 | G2 | *アップルツリー     | Bikala                 | ロンシャン | 2100m | 2:14.70 | |
| 1993年 | G2 | *ハンティングホーク | サドラーズウェルズ     | ロンシャン | 2100m | 2:18.40 | |
| 1994年 | G2 | *ティッカネン       | コジーン               | ロンシャン | 2100m | 2:14.50 | |
| 1995年 | G2 | Diamond Mix         | Linamix                | ロンシャン | 2100m | 2:21.50 | |
| 1996年 | G2 | Ragmar              | Tropular               | ロンシャン | 2100m | 2:10.60 | |
| 1997年 | G2 | *パントレセレブル   | ヌレイエフ             | ロンシャン | 2100m | 2:14.00 | 後にパリ大賞典も優勝。                                                                                        |
| 1998年 | G2 | *クロコルージュ     | レインボウクエスト     | ロンシャン | 2100m | 2:25.30 | フランスダービーは2着。                                                                                       |
| 1999年 | G2 | *モンジュー         | サドラーズウェルズ     | ロンシャン | 2100m | 2:20.10 | |
| 2000年 | G2 | Rhenium             | Rainbows for Life      | ロンシャン | 2100m | 2:30.00 | 1位入線のAristotleが3位Boutronの進路を妨害して3着に降着したための繰上優勝。                                   |
| 2001年 | G2 | Maille Pistol       | Pistolet Bleu          | ロンシャン | 2100m | 2:28.50 | |
| 2002年 | G2 | Act One             | インザウイングス       | ロンシャン | 2100m | 2:18.50 | 後にリュパン賞優勝。                                                                                          |
| 2003年 | G2 | ダラカニ            | ダルシャーン           | ロンシャン | 2100m | 2:17.30 | 後にリュパン賞も優勝。                                                                                        |
| 2004年 | G2 | Millemix            | Linamix                | ロンシャン | 2100m | 2:12.90 | |
| 2005年 | G2 | Vatori              | Vettori                | サンクルー | 2000m | 2:08.20 | |
| 2006年 | G2 | Visindar            | シンダール             | サンクルー | 2000m | 2:03.10 | |
| 2007年 | G2 | Quest for Honor     | ハイエストオナー       | サンクルー | 2000m | 2:09.90 | |
| 2008年 | G2 | Prospect Wells      | サドラーズウェルズ     | サンクルー | 2000m | 2:11.60 | |
| 2009年 | G2 | Cutlass Bay         | ホーリング             | サンクルー | 2000m | 2:14.50 | |
| 2010年 | G2 | Ice Blue            | ダンシリ               | サンクルー | 2000m | 2:07.80 | |
| 2011年 | G2 | プールモワ          | *モンジュー            | サンクルー | 2000m | 2:03.20 | 同馬はイギリスダービーに出走し、優勝した。                                                                    |
| 2012年 | G2 | Kesampour           | キングズベスト         | サンクルー | 2000m | 2:09.40 | |
| 2013年 | G2 | Ocovango            |                        | サンクルー | 2000m | 2:06.96 | |
| 2014年 | G2 | Prince Gibraltar    |                        | サンクルー | 2000m | 2:13.56 | |
| 2015年 | G2 | Sumbal              |                        | サンクルー | 2000m | 2:13.04 | |
| 2016年 | G2 | Cloth Of Stars      |                        | サンクルー | 2000m | 2:03.70 | |
| 2017年 | G2 | Recoletos           |                        | サンクルー | 2000m | 2:13.97 | |
| 2018年 | G2 | Study Of Man        | ディープインパクト     | サンクルー | 2100m | 2:19.29 | |
| 2019年 | G2 | Roman Candle        | Le Havre               | サンクルー | 2100m | 2:12.55 | |
| 2020年 | G2 | Gold Trip           | Outstrip               | リヨン     | 2200m | 2:20.09 | |
| 2021年 | G2 | Baby Rider          |                        | サンクルー | 2100m | 2:10.12 | |
| 2022年 | G2 | Onesto              |                        | サンクルー | 2100m | 2:11.43 | |
| 2023年 | G3 | Greenland           | Saxon Warrior          | サンクルー | 2100m | 2:17.86 | |
| 2024年 | G3 | Wootton Verni       |                        | サンクルー | 2100m | 2:14.79 | |
| 2025年 | G3 | Midak               | Footstepsinthesand     | サンクルー | 2100m | 2:11.64 | |

#### 1882年から1978年まで
- 1882: Clio
- 1883: Farfadet
- 1884: Serge
- 1885: Palamede
- 1886: Sauterelle
- 1887: Brio
- 1888: Bocage
- 1889: Chopine
- 1890: Cerbere
- 1891: Reverend
- 1892: Fra Angelico
- 1893: Arkansas
- 1894: Gospodar
- 1895: Le Sagittaire
- 1896: Montreuil
- 1897: Palmiste
- 1898: Le Roi Soleil
- 1899: Tapis Vert
- 1900: Cymbalier
- 1901: Passaro
- 1902: Maximum
- 1903: Chatte Blanche
- 1904: Monsieur Charvet
- 1905: Genial
- 1906: Brisecoeur
- 1907: Kalisz
- 1908: Kenilworth
- 1909: Union
- 1910: Nuage
- 1911: Combourg
- 1912: Patrick

- 1913: ニンバス
- 1914: Diderot
- 1915–19: 中止
- 1920: Flowershop
- 1921: Tacite
- 1922: Kefalin
- 1923: Checkmate
- 1924: Tapin / Nethou [注 2]
- 1925: Belfonds
- 1926: Asterus
- 1927: Lusignan
- 1928: Ivanoe
- 1929: Verdi
- 1930: Veloucreme
- 1931: トウルビヨン
- 1932: Sagace
- 1933: Antenor
- 1934: Maravedis
- 1935: Mansur
- 1936: ファスネー（Fastnet）
- 1937: Samy
- 1938: Cillas
- 1939: Bacchus
- 1940: Tresor
- 1941: ルパシャ（en:Le Pacha）
- 1942: Arcot
- 1943: Pensbury
- 1944: アルダン（en:Ardan）
- 1945: Mistral
- 1946: プリンスシュヴァリエ（Prince Chevalier）
- 1947: Chesterfield

- 1948: Rigolo
- 1949: アンビオリクス（en:Ambiorix）
- 1950: Scratch
- 1951: シカンブル
- 1952: Silnet
- 1953: Marly Knowe
- 1954: Major
- 1955: en:Hafiz
- 1956: Patras
- 1957: Amber
- 1958: Upstart
- 1959: エルバジェ
- 1960: Hautain
- 1961: Devon
- 1962: Whippoorwill
- 1963: Le Mesnil
- 1964: Free Ride
- 1965: シーバード
- 1966: Hauban
- 1967: en:Roi Dagobert
- 1968: *バルダスト
- 1969: Prince Regent
- 1970: Magic Hope
- 1971: Rheffic
- 1972: *サンシー
- 1973: Roi Lear
- 1974: Dankaro
- 1975: Mariacci
- 1976: Youth
- 1977: Rex Magna
- 1978: Naasiri

### 騎手
3人の騎手がグレフュール賞を5回勝っている。
- Roger Poincelet – Mistral (1945), Ambiorix (1949), Silnet (1952), Hafiz (1955), Le Mesnil (1963)
- イヴ・サンマルタン– Roi Dagobert (1967), Val d'Aoste (1968), Dom Pasquini (1983), Darshaan (1984), Mouktar (1985)
- キャッシュ・アスムッセン – Arokar (1986), Along All (1989), Suave Dancer (1991), Tikkanen (1994), Montjeu (1999)

### 調教師
- アンドレ・ファーブル - 10勝 - Along All (1989), Apple Tree (1992), Hunting Hawk (1993), Diamond Mix (1995), Peintre Celebre (1997), Visindar (2006), Quest for Honor (2007), Prospect Wells (2008), Cutlass Bay (2009), Pour Moi (2011)

### 馬主
2人の馬主が7勝を挙げている。
- マルセル・ブサック – Asterus (1926), Tourbillon (1931), Cillas (1938), Ardan (1944), Ambiorix (1949), Scratch (1950), Dankaro (1974)
- アーガー・ハーン4世– Hafiz (1955), Naasiri (1978), Darshaan (1984), Mouktar (1985), Dalakhani (2003), Visindar (2006), Kesampour (2012)